# Ludovic al IV-lea al Franței
Ludovic al IV-lea (în franceză Louis dit d'Outremer, „Ludovic de peste mări”; n. septembrie 920 d.Hr., Laon, Hauts-de-France, Franța – d. 10 septembrie 954 d.Hr., Reims, Franța) a fost rege al Franței între anii 936 - 954, membru al dinastiei Carolingiene, fiul lui Carol al III-lea.
Când tatăl său a fost detronat și întemnițat în anul 923, iar în locul său nobilii l-au ridicat pe tron pe Robert I, Ludovic a fost dus în Anglia de către mama sa Eadgifu de Wessex, fiica regelui anglo-saxon Eduard cel Bătrân. De aici i se trage supranumele d'Outremer.
După moartea regelui Raoul, în 936, Ludovic a fost rechemat în Franța de către nobilime în frunte cu Hugh cel Mare. Cu toate că posesiunile coroanei se reduseseră la partea nord-estică a țării, Ludovic a fost încoronat rege al Franței la 19 iunie 936 la Laon de către Artand, arhiepiscopul de Reims, care a devenit mai târziu principalul lui susținător.